# Kerr-McGee
Kerr-McGee war ein amerikanisches Ölunternehmen aus Oklahoma City, das auch im Chemie- und Atomgeschäft aktiv war.

## Geschichte
Kerr Mc-Gee wurde 1929 als Anderson & Kerr Drilling Company gegründet. 1936 kam Dean A. McGee von der Phillips Petroleum Company zum Unternehmen. Er entdeckte 1937 mit dem Magnolia-Feld in Columbia County (Arkansas) das erste große Ölfeld des Unternehmens. Nach dem Zweiten Weltkrieg begann das Unternehmen sich zu diversifizieren und übernahm eine Erdölraffinerie in Oklahoma, der Name wurde in „Kerr-McGee“ geändert.
In den 1950er Jahren weitete die Regierung der USA ihre öffentlichen Investitionen in den Reaktor- und Atombombenbau stark aus. Kerr-McGee war die erste Ölfirma, die in den Uranabbau einstieg. Das Unternehmen erwarb 1952 ein Uranbergwerk innerhalb der Navajo Nation Reservation in Arizona. 1958 wurde eine große Erzaufbereitungsanlage fertiggestellt.
Zur selben Zeit weitete Kerr-McGee auch das Downstreamgeschäft durch die Übernahme weiterer Raffinerien und Großhändler aus. Besonders fortschrittlich war die Firma bei der Bohrtechnik: 1961 teufte Kerr-McGee das tiefste Bohrloch nach dem Rotary-Verfahren in Nordamerika ab.
In den 1960ern wurden mehrere Düngerhersteller übernommen und in der Kerr-McGee Chemical Corporation vereinigt. 1967 wurde die American Potash and Chemical Corporation sowie eine Pigmentfabrik in Mississippi gekauft. Damit war Kerr-McGee zu einem der großen Hersteller von Natriumcarbonat und Kaliumcarbonat sowie Titandioxid für Weißpigmente geworden.
1970 war Kerr-McGee mit der Urankonversions-Anlage „Sequoyah“ und der Brennelementefabrik „Cimarron“ (1965–1975) (beide in Oklahoma) ein wichtiger Konzern bei der Herstellung von Kernbrennstoff. Die Sequoyah Fuels Corporation wurde 1988 an General Atomics verkauft, die die Anlage bis zur Schließung noch fünf Jahre weiter betrieb.
1974 begann die Gewerkschaftsaktivistin Karen Silkwood auf Verfehlungen im Cimarron-Werk hinzuweisen. Ihr Tod bei einem Autounfall im selben Jahr führte zu Umwelt- und Arbeitsschutzermittlungen bei Kerr-McGee. Der Fall erhielt auch internationale Bekanntheit durch die Verfilmung mit Meryl Streep im Jahr 1983 (Silkwood).
In diesem Jahr wurde Frank A. McPherson CEO von Kerr-McGee. Er verkaufte in den nächsten Jahren zahlreiche Geschäftsbereiche. So wurden die Uranminen (Quivira Mining), das Kalisalz- (an Vertac Chemical), das Natriumcarbonat- und das Auftragsbohrgeschäft in den folgenden Jahren verkauft.
1999 fusionierte das Unternehmen mit Oryx Energy. Auf Druck des Unternehmensjägers Carl Icahn wurde die Titandioxidsparte im November 2005 als Tronox an die Börse gebracht.
Im Jahr 2006 wurde das gesamte verbliebene Unternehmen für insgesamt 18 Mrd. US-Dollar von Anadarko Petroleum übernommen, 2014 einigte sich Anadarko mit der US-Bundesregierung auf eine Geldbuße von 5,15 Milliarden US-Dollar für durch Kerr-McGee verursachte Umweltschäden.

## Gerichtsverfahren
Ein Perchlorat-Werk von Kerr-McGee Chemical verunreinigte bis 1998 den Colorado River. In allen Atomanlagen des Konzerns kam es auch zu Kontaminationen; der Uranbergbau in Nevada führte jahrzehntelang zu einer Verseuchung des Grundwassers. 1984 wurde das Verfahren „Silkwood v. Kerr-McGee Corp.“ mit einer Strafzahlung entschieden. 1985 kam es zu einem Gerichtsverfahren mit dem Navajo-Stamm über eine Besteuerung des Uranabbaus („Kerr-McGee Corp. v. Navajo Tribe“).
Der Rechtsnachfolger von Kerr-McGee, Anadarko Petroleum, hatte versucht, Strafzahlungen zu umgehen, indem er die beklagten Bereiche Tronox zuschlug, welches später Insolvenz anmelden musste. Ein Richter entschied im Dezember 2013, dass diese Auslagerung Betrug ist. Die Ureinwohner vom Stamm der Navajo beklagen, dass Kerr-McGee Gebiete verseucht habe, die sie für religiöse Zeremonien und für die Jagd nutzen. Zu den Klägern gehörten neben dem Navajo-Reservat im Südwesten der USA die Bundesregierung und elf Bundesstaaten sowie auch Umweltschutzgruppen. Am 4. April 2014 gab die US-amerikanische Regierung bekannt, dass das Unternehmen der Zahlung einer Rekordstrafe von 5,15 Milliarden US-Dollar (3,76 Milliarden Euro) zugestimmt hat.